# 安東尼·迪普伊
安東尼·迪普伊（法語：Antony Dupuis，1973年2月24日—）是一位法國職業網球運動員，1992年轉職業。

## 外部連結
- 安東尼·迪普伊（英文/西班牙文）的官方資料
- 安東尼·迪普伊的國際網球總會 職業／青少年 官方資料（英文）
- 安東尼·迪普伊的官方資料（英文）